# 耮
耮，又稱耱，是中國北方農業的一種耕種工具。通常農夫使用耮時都會連用耙這種常用農具，因為在整個耕田過程中涉及了不同的耕田步驟。
耮是無齒耙。它的形狀與作用與耙差不多。即是以藤條、荊條取代耙上的鐵齒。耮和耙一樣具有碎土的功效。而用在耙的後面，則有平整縮小田面面積的作用，可以為播種作好準備。有時耮也用於覆蓋種子。它在碎土、平整地面和覆土的工作方面能夠做到保住土壤以及防旱的作用。而且又為農作物生長提供了良好的土壤條件。

## 外部連結
- 耮貌 （页面存档备份，存于）